# Maria Mateas
Maria Mateas (* 21. Juli 1999 in Oradea, Rumänien) ist eine US-amerikanische Tennisspielerin.

## Karriere
Mateas begann mit sechs Jahren das Tennisspielen und bevorzugt Hartplätze. Sie spielt vorrangig auf der ITF Women’s World Tennis Tour, wo sie bislang drei Turniersiege im Einzel und sechs im Doppel erreichen konnte.
2016 trat sie bei allen vier Grand-Slam-Turnieren sowohl im Juniorinneneinzel als auch im Juniorinnendoppel an, kam aber im Einzel nie über die erste oder zweite Runde hinaus. Lediglich im Juniorinnendoppel der Australian Open und der US Open 2016 erreichte sie mit ihren Partnerinnen jeweils das Achtelfinale.
Ihr erstes Turnier auf der WTA Tour bestritt sie ebenfalls 2016 mit einer Wildcard für das Hauptfeld im Dameneinzel der Bank of the West Classic. Sie verlor in der ersten Runde gegen Zheng Saisai mit 5:7 und 1:6.
2017 erhielt sie eine Wildcard für die Qualifikation zu den Connecticut Open, wo sie aber in der ersten Runde Wiktorija Tomowa mit 6:75 und 3:6 unterlag. Anschließend erreichte sie bei den mit 100.000 US-Dollar dotierten Abierto Tampico 2017 mit einem Sieg über die an Position acht der Setzliste geführte Ivana Jorović das Achtelfinale, wo sie Aliona Bolsova Zadoinov mit 6:75 und 2:6 unterlag.
2018 erreichte sie mit einem 6:4 und 6:1 über Jada Bui die zweite Runde der Qualifikation des Coupe Banque Nationale, wo sie Marie Bouzková mit 3:6 und 2:6 unterlag.
2020 erreichte sie als Lucky Loser das Hauptfeld der Oracle Challenger Series – Indian Wells, wo sie aber in ihrem Auftaktmatch der Serbin Olga Danilović mit 3:6 und 0:6 unterlag.

## Turniersiege

### Einzel
| Nr. | Datum             | Turnier       | Kategorie   | Belag     | Finalgegnerin     | Ergebnis  |
| --- | ----------------- | ------------- | ----------- | --------- | ----------------- | --------- |
| 1   | 5. August 2018    | Fort Worth    | ITF $25.000 | Hartplatz | Robin Anderson    | 6:3, 7:5  |
| 2.  | 20. November 2023 | Santo Domingo | ITF W25     | Hartplatz | Ana Sofía Sánchez | 7:5, 7:62 |
| 3.  | 21. Juli 2024     | Granby        | ITF W75+H   | Hartplatz | Kayla Cross       | 6:3, 7:63 |

### Doppel
| Nr. | Datum           | Turnier    | Kategorie | Belag     | Partnerin        | Finalgegnerinnen                           | Ergebnis          |
| --- | --------------- | ---------- | --------- | --------- | ---------------- | ------------------------------------------ | ----------------- |
| 1.  | 19. August 2022 | Ourense    | ITF W25   | Hartplatz | Arantxa Rus      | Yvonne Cavalle-Reimers Lucía Cortez Llorca | 6:4, 5:7, [10:7]  |
| 2.  | 4. März 2023    | Spring     | ITF W25   | Hartplatz | Clervie Ngounoue | Sofia Johnson Julija Starodubzewa          | 6:4, 2:6, [10:4]  |
| 3.  | 13. Mai 2023    | Orlando    | ITF W25   | Sand      | Makenna Jones    | Dalayna Hewitt Katarina Jokić              | 6:4, 6:2          |
| 4.  | 17. Juni 2023   | Sumter     | ITF W60   | Hartplatz | Anna Rogers      | Mccartney Kessler Julija Starodubzewa      | 6:4, 63:7, [10:6] |
| 5.  | 24. Juni 2023   | Wichita    | ITF W25   | Hartplatz | Reese Brantmeier | Ava Markham Alina Shcherbinina             | 6:2, 6:4          |
| 6.  | 4. Januar 2025  | Nonthaburi | ITF W75   | Hartplatz | Alana Smith      | Cho I-hsuan Cho Yi-tsen                    | 6:1, 6:3          |